# كارولين وليامز
كارولين وليامز (بالإنجليزية: Caroline Williams)‏ (و. 1957 – م) هي ممثلة، وممثلة تلفزيونية، من الولايات المتحدة الأمريكية، ولدت في مقاطعة روسك، تكساس.

## وصلات خارجية
- كارولين وليامز على موقع IMDb (الإنجليزية)
- كارولين وليامز على موقع ألو سيني (الفرنسية)
- كارولين وليامز على موقع أول موفي (الإنجليزية)
- كارولين وليامز على موقع قاعدة بيانات الأفلام السويدية (السويدية)
- كارولين وليامز على موقع قاعدة بيانات الفيلم (الإنجليزية)
- كارولين وليامز على موقع كينوبويسك (الروسية)